# Pellorneum capistratum
Pellorneum capistratum là một loài chim trong họ Pellorneidae.